# Bronowice Małe Wschód
Bronowice Małe Wschód (inne nazwy: Osiedle Bronowickie, Osiedle Rydla) – nieoficjalna nazwa zwyczajowa obszaru Krakowa we wschodniej części Dzielnicy VI Bronowice, niestanowiącego jednostki pomocniczej niższego rzędu w ramach dzielnicy (por. Bronowice Małe Północ, Bronowice Małe Południe).
W tej części miasta (przy ul. L. Rydla, na terenie historycznego Łobzowa) znajduje się pętla tramwajowa Bronowice, wybudowana w 1937 roku.

## Położenie
Obszar ten jest ograniczony:
- od zachodu i południa - ulicą Armii Krajowej,
- od północy - linią kolejową Kraków - Katowice,
- od wschodu - ulicami Głowackiego i Piastowską.

## Historia
Historycznie tereny, zaliczane obecnie w skład osiedla Bronowice Małe Wschód, stanowiły wschodnią część Bronowic Małych oraz zachodnią część Łobzowa, która została intensywnie rozbudowana w latach 30. XX wieku wokół skrzyżowania obecnych ulic Bronowickiej (dawniej Wyspiańskiego), Przybyszewskiego (dawniej Łąkowej) i Wallek-Walewskiego (dawniej II Brygady). Współcześnie tę część miasta rozpatruje się odrębnie od starych Bronowic Małych (tzw. Starej Wsi), zaś dawna dzielnica Łobzów została w nowym podziale administracyjnym Krakowa podzielona pomiędzy dzielnice: VI Bronowice i V Krowodrza. 

## Zespoły mieszkaniowe
- Osiedle przy ul. Rydla
- Osiedle Głowackiego-Rydla[7]
- Osiedle Future City
- Osiedle Tarasy Verona

## Galeria

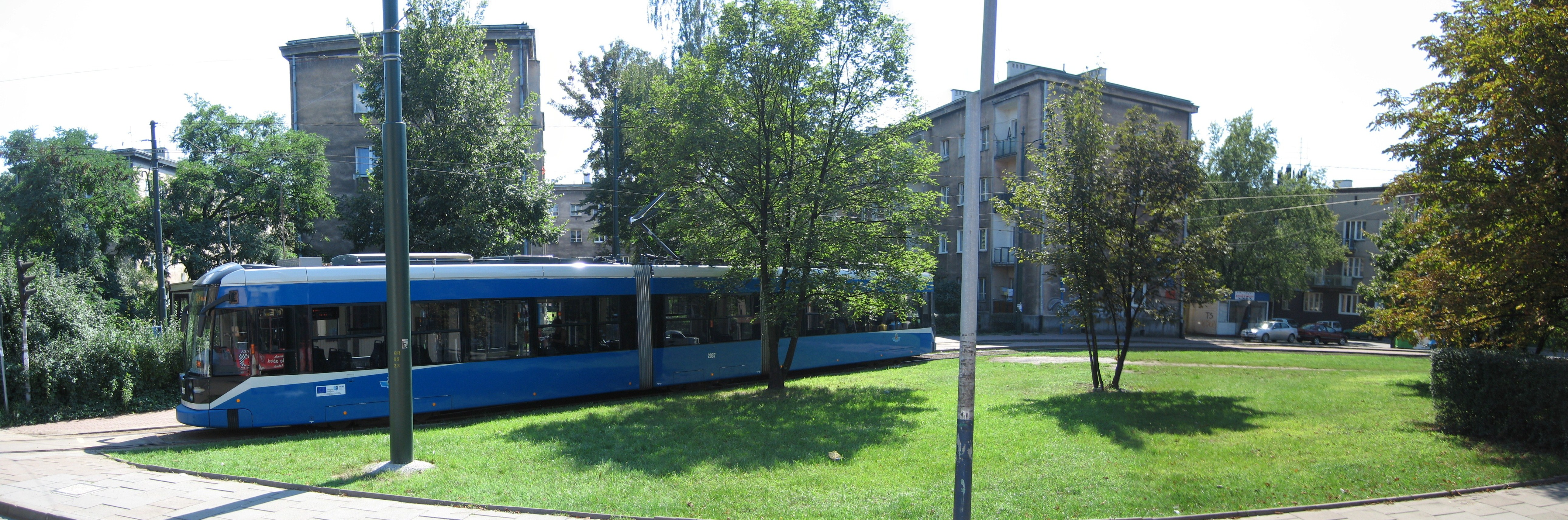
Pętla tramwajowa „Bronowice” przy ul. L. Rydla
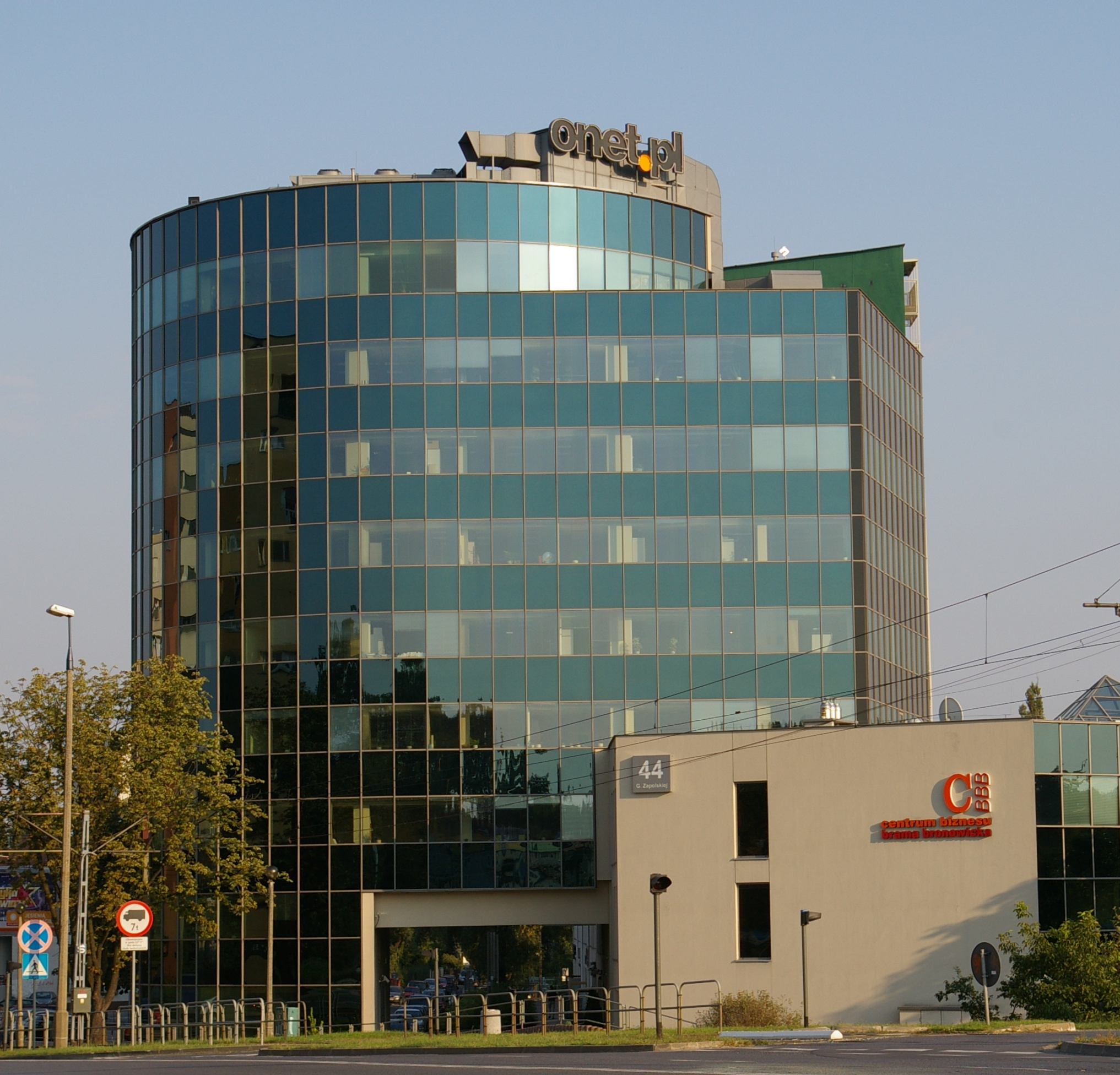
Biurowiec CBBB przy ul. G. Zapolskiej i ul. Bronowickiej
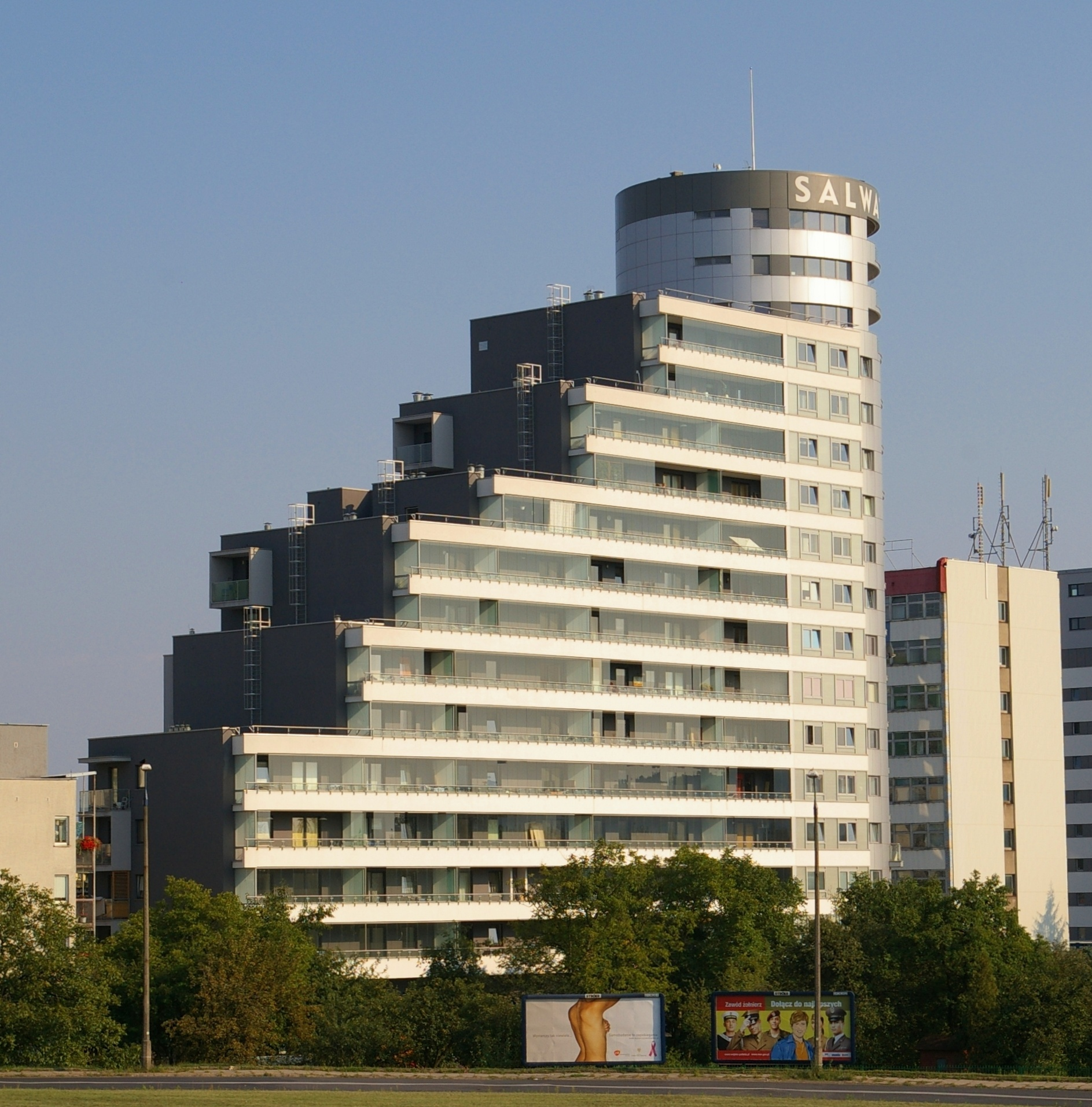
Blok Salwator Tower przy ul. S. Dytmara
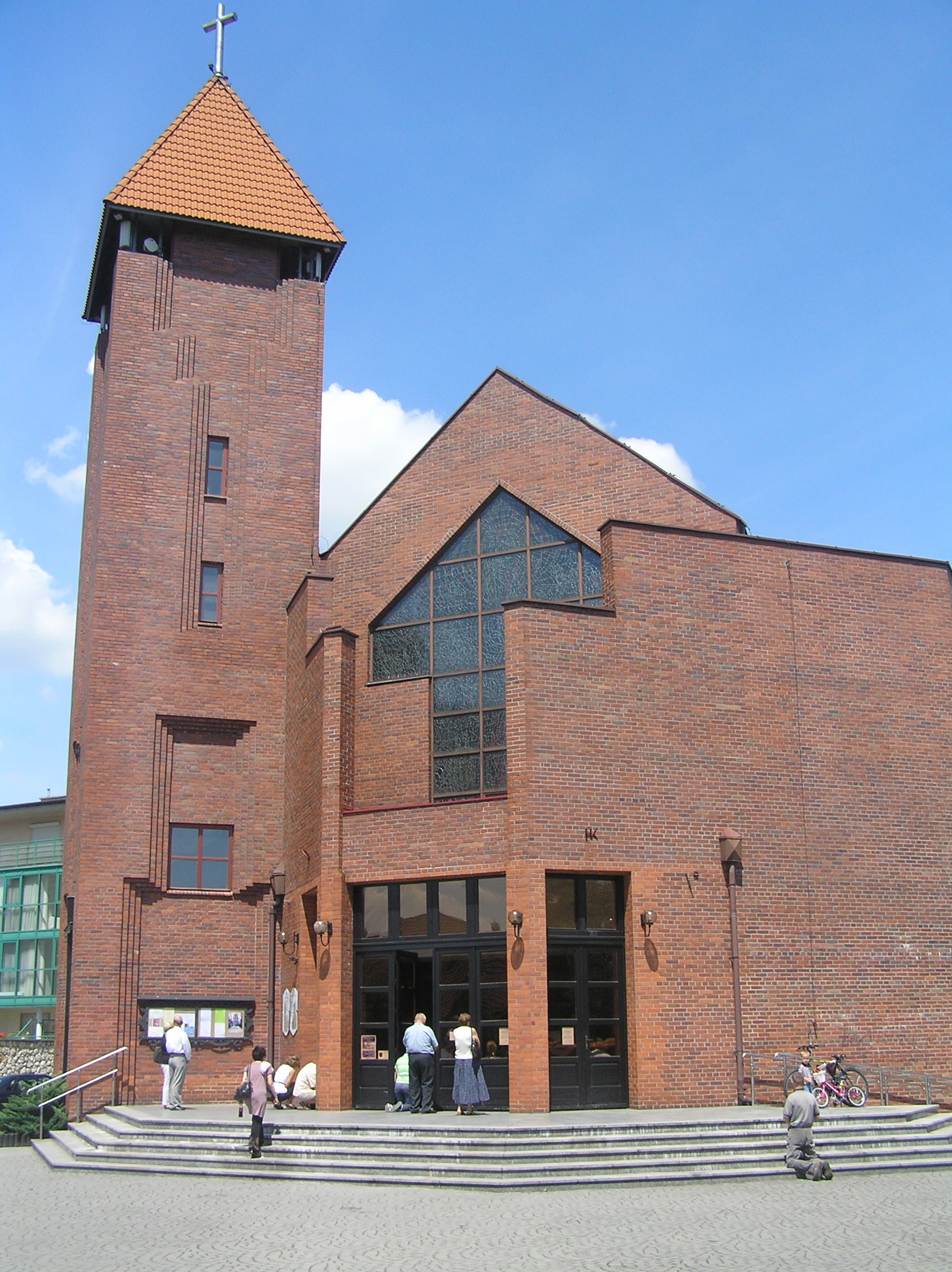
Kościół św. Wojciecha przy Młynówce Królewskiej
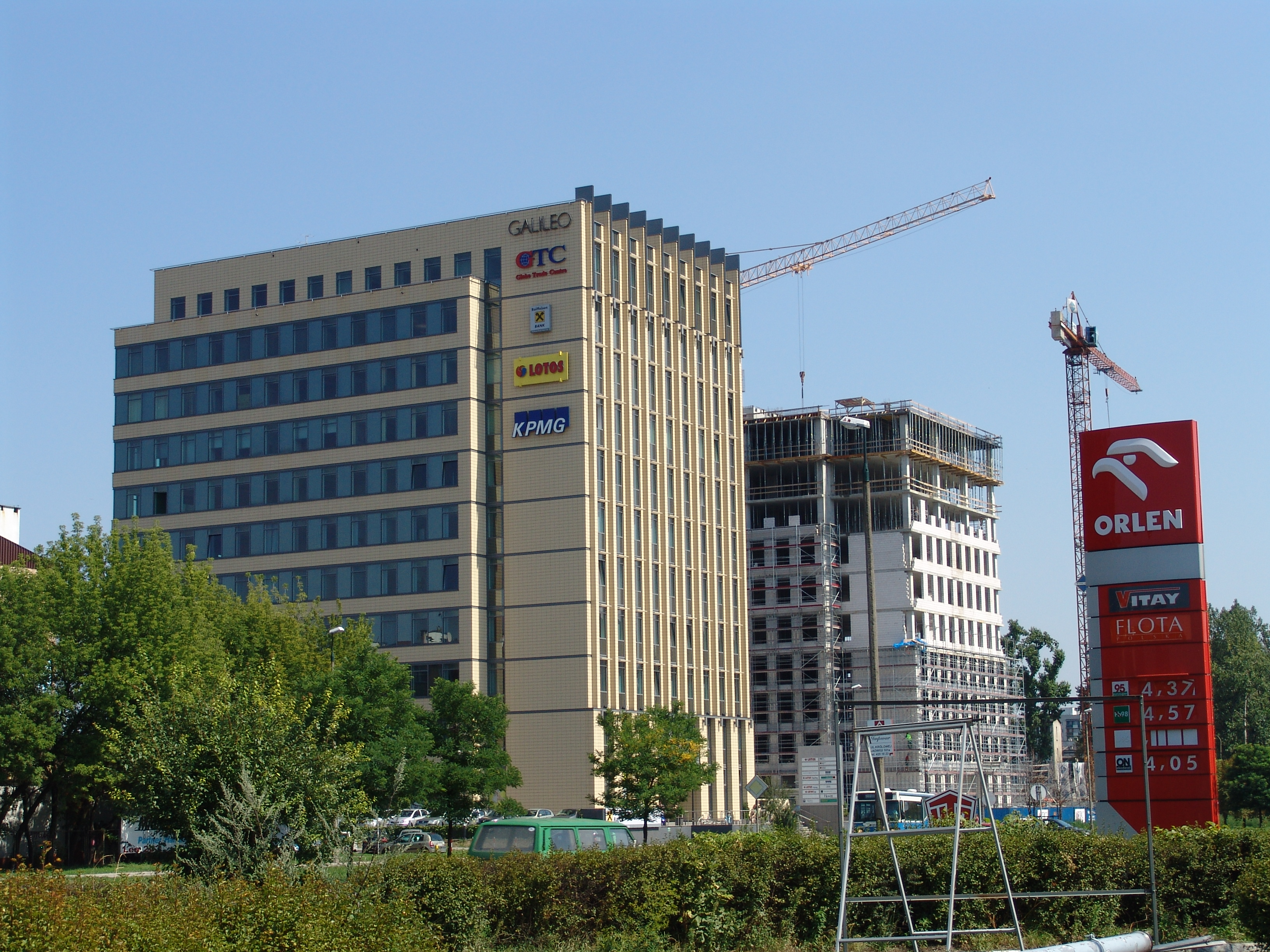
Biurowiec Galileo przy ul. Armii Krajowej
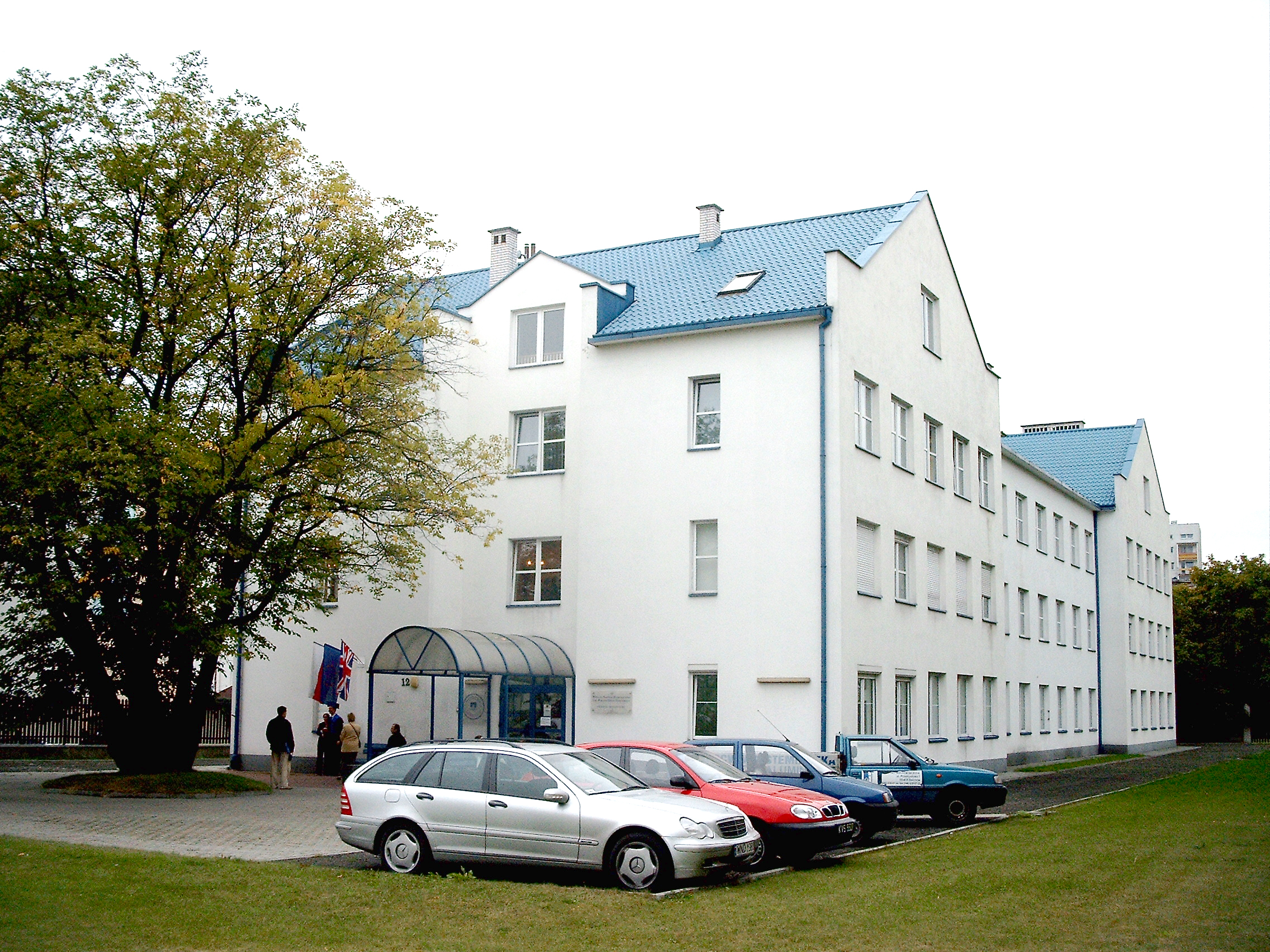
Wyższa Szkoła Zarządzania przy ul. Głowackiego